# Dunaszentpál
Dunaszentpál è un comune di 667 abitanti situato nella contea di Győr-Moson-Sopron, nell'Ungheria nordoccidentale.